# Марач Кирило Сергійович
Кирило Сергійович Марач (позивний «Стартер»; 12 квітня 1986, м. Новоград-Волинський, нині Звягель — 17 серпня 2022, м. Краматорськ, Донецька область) — український військовослужбовець, головний сержант Збройних сил України, учасник російсько-української війни. Почесний громадянин міста Звягеля (2023, посмертно). Герой України (2023, посмертно).

## Життєпис
Навчався в Новоград-Волинській загальноосвітній школі № 9. 2005 року закінчив технікум за спеціальністю «електромонтер». Навчався в Поліському національному університеті (від 2020). Працював у відділі енергозбуту Новоград-Волинського РЕМу.
У 2015 році розпочав службу радіотелефоністом 30-ї окремої механізованої бригади. 2017-го року перевівся в розвідувальний батальйон, де пройшов шлях від стрільця-навідника до командира взводу. Учасник АТО/ООС.
Помер 17 серпня 2022 року від отриманих травм у Краматорській лікарні.
Похований 21 серпня 2022 року в с. Майстрів Звягельського району.
Залишилася дружина та дві доньки.

## Нагороди
- звання Герой України з удостоєнням ордена «Золота Зірка» (8 липня 2023, посмертно) — за особисту мужність і героїзм, виявлені у захисті державного суверенітету та територіальної цілісності України, самовіддане служіння Українському народові[1];
- почесний громадянин міста Звягеля (1 червня 2023, посмертно)[2];
- почесна відзнака «За заслуги перед Звягельським районом» (2023, посмертно)[3].

## Вшанування пам'яті
У грудні 2022 року в школі, де навчався Кирило Марач, було відкрито стенд «Герої нашого часу».